# São Miguel do Anta
São Miguel do Anta – miasto i gmina w Brazylii, w stanie Minas Gerais. Znajduje się w mezoregionie Zona da Mata i mikroregionie Viçosa.